# Folle Avoine
 (septembre 2024).
Si vous disposez d'ouvrages ou d'articles de référence ou si vous connaissez des sites web de qualité traitant du thème abordé ici, merci de compléter l'article en donnant les références utiles à sa vérifiabilité et en les liant à la section « Notes et références ».
Folle Avoine est une maison d'édition française créée en 1981 par Yves Prié, sise à Bédée, près de Rennes sous forme d'association déclarée.

## Au catalogue
Au catalogue de cette maison on retrouve de nombreux auteurs, parmi lesquels bon nombre de Bretons tels que Heather Dohollau, Michel Dugué, Jean-Paul Hameury ou Jean-Claude Le Chevère.
La collection Signatures regroupe des œuvres de Georges Palante, Lamartine, Michel Onfray, Louis Guilloux, Jean Grenier, Alfred Jarry, etc.
Dans la collection Territoires, on retrouve des auteurs du monde entier. Notamment hispaniques, polonais, irlandais et japonais.